# Festival da Canção 2025
La cinquantanovesima edizione del Festival da Canção si è tenuta dal 22 febbraio all'8 marzo 2025 presso il centro televisivo di RTP e ha selezionato il rappresentante del Portogallo all'Eurovision Song Contest 2025 a Basilea, in Svizzera.
I vincitori sono stati i Napa con Deslocado.

## Organizzazione
L'emittente portoghese Rádio e Televisão de Portugal (RTP) ha confermato la partecipazione del Portogallo all'Eurovision Song Contest 2025 il 14 agosto 2024, annunciando inoltre l'organizzazione della 59ª edizione del Festival da Canção per selezionare il proprio rappresentante; a partire dal giorno stesso l'emittente ha inoltre dato la possibilità agli aspiranti autori di inviare i propri brani entro il successivo 15 ottobre, con la condizione che fossero cittadini o residenti permanenti in Portogallo.
L'evento si è svolto in tre serate presso gli studi televisivi di RTP nella capitale portoghese. In ciascuna delle due semifinali, 10 partecipanti si sono contesi 6 posti per la finale, per un totale di 12 finalisti. Il voto combinato di giuria e pubblico ha decretato tutti i risultati.

### Giuria
La giuria delle semifinali è stata composta da:
- Fábia Rebordão, cantante e musicista;
- Iolanda, cantante e rappresentante del Portogallo all'Eurovision Song Contest 2024;
- Kady, cantante;
- Margarida Pinto Correia; giornalista;
- Martim Sousa Tavares, conduttrice televisiva e radiofonica;
- Miguel Ribeiro, regista e sceneggiattore;
- Tiago Nacarato, cantante e musicista.

## Partecipanti
Il 5 novembre 2024 RTP ha pubblicato la lista dei compositori delle venti canzoni. Gli autori di quattordici dei venti brani partecipanti sono stati invitati direttamente dall'emittente, mentre quelli dei sei rimanenti sono stati scelti fra 633 proposte ricevute. Gli artisti e i loro rispettivi brani sono stati rivelati il 23 gennaio 2025.
| Artista                      | Brano             | Lingua     | Autori                                                                            |
| ---------------------------- | ----------------- | ---------- | --------------------------------------------------------------------------------- |
| A Cantadeira                 | Responso à mulher | Portoghese | Joana Negrão                                                                      |
| Bluay                        | Ninguém           | Portoghese | José Carlos Coelho Almeida Tavares, Francisco Murta                               |
| Bombazine                    | Apago tudo        | Portoghese | Filipe Andrade, Manuel Figueiredo, Manuel Granate, Manuel Protásio, Vasco Granate |
| Capital da Bulgária          | Lisboa            | Portoghese | Sofia "Capital da Bulgária" Res                                                   |
| Diana Vilarinho              | Cotovia           | Portoghese | Diana Vilarinho, Joana Alegre, Ricardo Ribeiro                                    |
| Du Nothin                    | Sobre nós         | Portoghese | Bruno "Beato" Vasconcelos, Jorge Ferreira                                         |
| Emmy Curl                    | Rapsódia da paz   | Portoghese | Catarina Miranda, Marília Miranda                                                 |
| Fernando Daniel              | Medo              | Portoghese | Diana Lima, Fernando Daniel                                                       |
| Henka                        | I Wanna Destroy U | Inglese    | Cat Pereira, Jon Cassidy, Meyrick de la Fuente, Mirza Radonjica                   |
| Inês Marques Lucas           | Quantos queres    | Portoghese | Inês Marques Lucas                                                                |
| Jéssica Pina                 | Calafrio          | Portoghese | Jéssica Pina                                                                      |
| Josh                         | Tristeza          | Portoghese | João "Josh" Duarte, João Gaspar                                                   |
| Luca Argel feat. Pri Azevedo | Quem foi?         | Portoghese | Luca Argel                                                                        |
| Marco Rodrigues              | A minha casa      | Portoghese | Marco Rodrigues, Tiago Machado                                                    |
| Margarida Campelo            | Eu sei que o amor | Portoghese | Ana Cláudia, Beatriz Pessoa, Margarida Campelo                                    |
| Napa                         | Deslocado         | Portoghese | Filipe Andrade, Manuel Figueiredo, Manuel Granate, Manuel Protásio, Vasco Granate |
| Peculiar                     | Adamastor         | Portoghese | João Nicolau Quintela                                                             |
| Rita Sampaio                 | Voltas            | Portoghese | Rita Sampaio, Tiago Sampaio                                                       |
| Tota                         | Á-tê-xis          | Portoghese | Euclides "Eu.Clides" Gomes, Jónatas "Tota" Pereira                                |
| Xico Gaiato                  | Ai senhor!        | Portoghese | Constantino Matos, Tiago Matos, Xico Gaiato                                       |

## Semifinali
Le semifinali si sono svolte in due serate, il 22 febbraio e il 1º marzo 2025, e hanno visto competere 10 partecipanti ciascuna per i sei posti ciascuna destinati alla finale. La divisione delle semifinali è stata resa nota il 23 dicembre 2024. Il voto è stato suddiviso in due round: il voto combinato del pubblico e della giuria d'esperti ha selezionato cinque brani che hanno avuto accesso direttamente in finale, mentre nel secondo il voto, a cui ha partecipato il solo pubblico, ha selezionato un ulteriore finalista tra i cinque esclusi.

### Prima semifinale
La prima semifinale si è tenuta il 22 febbraio 2025 presso il centro televisivo RTP di Lisbona ed è stata presentata da Jorge Gabriel e José Carlos Malato.

Ad accedere alla finale sono stati Marco Rodrigues, Margarida Campelo, Josh, Bluay, Jéssica Pina e Peculiar.
     Qualificato dal primo round di voto della giuria e televoto
     Qualificato dal secondo round di solo televoto
| #  | Artista             | Brano             | Primo round | Primo round | Primo round | Primo round | Secondo round | Secondo round |
| #  | Artista             | Brano             | Giuria      | Televoto    | Totale      | Posizione   | Televoto      | Posizione     |
| -- | ------------------- | ----------------- | ----------- | ----------- | ----------- | ----------- | ------------- | ------------- |
| 1  | Xico Gaiato         | Ai senhor!        | 5           | 7           | 12          | 8           | 19,09%        | 2             |
| 2  | Rita Sampaio        | Voltas            | 1           | 1           | 2           | 10          | 7,27%         | 5             |
| 3  | Du Nothin           | Sobre nós         | 4           | 2           | 6           | 9           | 14,90%        | 4             |
| 4  | Marco Rodrigues     | A minha casa      | 2           | 12          | 14          | 4           | —             | —             |
| 5  | Margarida Campelo   | Eu sei que o amor | 12          | 3           | 15          | 1           | —             | —             |
| 6  | Josh                | Tristeza          | 7           | 6           | 13          | 5           | —             | —             |
| 7  | Capital da Bulgária | Lisboa            | 8           | 4           | 12          | 7           | 15,11%        | 3             |
| 8  | Bluay               | Ninguém           | 10          | 5           | 15          | 2           | —             | —             |
| 9  | Jéssica Pina        | Calafrio          | 6           | 8           | 14          | 3           | —             | —             |
| 10 | Peculiar            | Adamastor         | 3           | 10          | 13          | 6           | 43,63%        | 1             |

### Seconda semifinale
La seconda semifinale si è tenuta il 1º marzo 2025 presso il centro televisivo RTP di Lisbona ed è stata presentata da Tânia Ribas de Oliveira e Sónia Araújo.

Ad accedere alla finale sono stati i Bombazine, Emmy Curl, Fernando Daniel, i Napa, Diana Vilarinho e Henka.
     Qualificato dal primo round di voto della giuria e televoto
     Qualificato dal secondo round di solo televoto
| #  | Artista                      | Brano             | Primo round | Primo round | Primo round | Primo round | Secondo round | Secondo round |
| #  | Artista                      | Brano             | Giuria      | Televoto    | Totale      | Posizione   | Televoto      | Posizione     |
| -- | ---------------------------- | ----------------- | ----------- | ----------- | ----------- | ----------- | ------------- | ------------- |
| 1  | A Cantadeira                 | Responso à mulher | 1           | 5           | 6           | 10          | 17,82%        | 2             |
| 2  | Tota                         | Á-tê-xis          | 6           | 1           | 7           | 8           | 6,65%         | 5             |
| 3  | Bombazine                    | Apago tudo        | 7           | 7           | 14          | 3           | —             | —             |
| 4  | Emmy Curl                    | Rapsódia da paz   | 10          | 3           | 13          | 4           | —             | —             |
| 5  | Inês Marques Lucas           | Quantos queres    | 5           | 4           | 9           | 7           | 12,44%        | 3             |
| 6  | Fernando Daniel              | Medo              | 3           | 10          | 13          | 5           | —             | —             |
| 7  | Luca Argel feat. Pri Azevedo | Quem foi?         | 4           | 2           | 6           | 9           | 9,51%         | 4             |
| 8  | Napa                         | Deslocado         | 8           | 12          | 20          | 1           | —             | —             |
| 9  | Diana Vilarinho              | Cotovia           | 12          | 6           | 18          | 2           | —             | —             |
| 10 | Henka                        | I Wanna Destroy U | 2           | 8           | 10          | 6           | 53,58%        | 1             |

## Finale
La finale dell'evento si è tenuta l'8 marzo 2025 presso gli studi televisivi di RTP a Lisbona e sarà presentata da Filomena Cautela e Vasco Palemirim. L'ordine d'esibizione è stato reso noto il 3 marzo 2025. Il voto della giuria, contrariamente alle semifinali, sarà suddiviso in sette giurie regionali.
La somma dei punti del voto della giuria e del televoto ha portato un pareggio tra i Napa e Diana Vilarinho; tuttavia, in accordo con il regolamento del concorso, i Napa sono stati proclamati vincitori avendo ottenuto il maggior numero di punti da parte del televoto.
| #  | Artista           | Brano             | Punteggio | Punteggio | Punteggio | Posizione |
| #  | Artista           | Brano             | Giuria    | Televoto  | Totale    | Posizione |
| -- | ----------------- | ----------------- | --------- | --------- | --------- | --------- |
| 1  | Bombazine         | Apago tudo        | 2         | 6         | 8         | 7         |
| 2  | Margarida Campelo | Eu sei que o amor | 6         | 0         | 6         | 9         |
| 3  | Henka             | I Wanna Destroy U | 0         | 12        | 12        | 4         |
| 4  | Bluay             | Ninguém           | 0         | 1         | 1         | 12        |
| 5  | Jéssica Pina      | Calafrio          | 10        | 2         | 12        | 6         |
| 6  | Marco Rodrigues   | A minha casa      | 3         | 4         | 7         | 8         |
| 7  | Napa              | Deslocado         | 7         | 10        | 17        | 1         |
| 8  | Peculiar          | Adamastor         | 1         | 3         | 4         | 10        |
| 9  | Fernando Daniel   | Medo              | 8         | 8         | 16        | 3         |
| 10 | Emmy Curl         | Rapsódia da paz   | 4         | 0         | 4         | 11        |
| 11 | Josh              | Tristeza          | 5         | 7         | 12        | 5         |
| 12 | Diana Vilarinho   | Cotovia           | 12        | 5         | 17        | 2         |

| Brano             | Nord | Centro | Lisbona | Alentejo | Algarve | Madera | Azzorre | Totale |
| ----------------- | ---- | ------ | ------- | -------- | ------- | ------ | ------- | ------ |
| Apago tudo        | 1    | 3      | 4       | 6        | 1       |        | 12      | 27     |
| Eu sei que o amor | 8    | 2      | 6       | 4        | 4       | 7      | 6       | 37     |
| I Wanna Destroy U | 10   | 5      |         | 1        |         | 2      |         | 18     |
| Ninguém           |      | 4      | 1       | 3        | 3       | 1      | 4       | 16     |
| Calafrio          | 3    | 6      | 7       | 12       | 8       | 8      | 8       | 52     |
| A minha casa      |      |        | 12      | 7        | 2       | 6      | 1       | 28     |
| Deslocado         | 2    | 7      | 5       | 5        |         | 12     | 7       | 38     |
| Adamastor         | 12   |        |         |          | 12      |        | 2       | 26     |
| Medo              | 7    | 10     | 8       | 8        | 6       | 3      |         | 42     |
| Rapsódia da paz   | 5    | 1      | 3       | 2        | 5       | 5      | 10      | 31     |
| Tristeza          | 6    | 12     | 2       |          | 7       | 4      | 3       | 34     |
| Cotovia           | 4    | 8      | 10      | 10       | 10      | 10     | 5       | 57     |

## Ascolti
| Puntata    | Messa in onda    | Telespettatori | Share | Note   |
| ---------- | ---------------- | -------------- | ----- | ------ |
| Semifinali | 22 febbraio 2025 | 387 000        | 8,7%  | [ 11 ] |
| Semifinali | 1º marzo 2025    | 493 000        | 12,0% | [ 12 ] |
| Finale     | 8 marzo 2025     | 450 000        | 11,5% | [ 13 ] |
| Media      | Media            | 433 000        | 10,7% |        |